# Cryphia hannemanni
Cryphia hannemanni là một loài bướm đêm trong họ Noctuidae.